# Bekkelaget (Stange)
Bekkelaget ist eine Ortschaft in der norwegischen Kommune Stange in der Provinz (Fylke) Innlandet. Der Ort hat 7086 Einwohner (Stand: 1. Januar 2024). Bekkelaget liegt südlich der Stadt Hamar.

## Geografie und Einwohner
Bekkelaget ist ein sogenannter Tettsted, also eine Ansiedlung, die für statistische Zwecke als eine Ortschaft gewertet wird. Der Ort liegt am Südufer der Bucht Åkersvika am Ostufer des Mjøsas, des flächenmäßig größten Sees Norwegens. An der Nordseite der Bucht liegt die Stadt Hamar in der gleichnamigen Kommune Hamar. Der Ort Stange, der Verwaltungssitz der Kommune Stange, liegt südöstlich von Bekkelaget.
Bekkelaget wird seit 2013 als eigener Tettsted gewertet. Zuvor ging das Gebiet in den Statistiken des Statistisk sentralbyrå (SSB) in den Tettsted und damit die Stadt Hamar ein. In der Statistik für das Jahr 2013 wurde Bekkelaget mit 5864 Einwohnern auf einer Fläche von 3,26 km² geführt.

## Wirtschaft und Infrastruktur
Im Osten von Bekkelaget führt die Europastraße 6 (E6) an der Ortschaft vorbei. Die E6 führt von Bekkelaget in Richtung Norden über die Åkersvika in die Stadt Hamar und von dort weiter nach Brumunddal und Lillehammer. Richtung Süden verläuft die E6 in der Großraum Oslo. Von Bekkelaget führt zudem auch der Fylkesvei 222 über die Åkersvika nach Hamar. Westlich von Bekkelaget führt die Bahnlinie Dovrebanen entlang, die einen Bahnhof in Hamar hat.
Wie in der restlichen Kommune Stange auch, pendeln viele der Einwohner von Bekkelaget nach Hamar. Der Ort stellt deshalb vor allem ein Wohngebiet dar.